# Martin Chuzzlewit (film 1912)
Martin Chuzzlewit è un cortometraggio muto del 1912 diretto da Oscar Apfel e J. Searle Dawley. Tratto dal romanzo Martin Chuzzlewit di Charles Dickens, il film fu prodotto dall'Edison Company e venne distribuito dalla General Film Company il 10 giugno 1912.

## Produzione
Il film fu prodotto dalla Edison Company.

## Distribuzione
Distribuito dalla General Film Company, il film - un cortometraggio di tre bobine - uscì nelle sale cinematografiche statunitensi il 10 giugno 1912.